# Martin-Baker Tankbuster
Martin-Baker Tankbuster – niezrealizowany projekt brytyjskiego samolotu szturmowego, przeznaczonego do zwalczania czołgów, wytwórni Martin-Baker.

## Historia
Na początku 1942 roku James Martin, współzałożyciel wytwórni Martin-Baker, opracował z własnej inicjatywy projekt samolotu szturmowego, przeznaczonego w pierwszej kolejności do zwalczania czołgów. Miała być to maszyna w układzie dwubelkowym, wolnonośny dolnopłat o przetestowanej już w poprzednich projektach konstrukcji kratownicowej. Maszyna miała posiadać proste skrzydła o prostokątnym obrysie, gondolę kadłubową i dwie belki kadłubowe z rozpiętym pomiędzy nimi usterzeniem. Gondola kadłubowa miała mieścić kabinę pilota, z wejściem do niej znajdującym się na spodzie kadłuba, a w tylnej części miał znajdować się silnik napędzający śmigło pchające o średnicy 3,2 m. Planowano wykorzystać 12-cylindrowy widlasty silnik tłokowy o układzie V12 Rolls-Royce Griffon II o mocy 1760 KM. Aby zmaksymalizować przeżywalność samolotu nad polem bitwy, w kadłubie obok kabiny pilota i silnika miały znajdować się również zbiorniki paliwa i oleju, chłodnica cieczy oraz oleju, a wszystko miało być osłonięte pancernymi płytami o grubości 12,7 mm oraz całkowitej masie 2223 kg. Głównym uzbrojeniem przeznaczonym do zwalczania czołgów miała być sześciofuntowa armata przeciwpancerna kalibru 57 mm znajdująca się w nosie gondoli kadłubowej z zapasem 30 nabojów. Samolot miał posiadać stałe podwozie z przednim podparciem. Golenie podwozia zamierzano obudować owiewkami. Wstępny projekt został zaprezentowany Ministerstwu Lotniczemu (Air Ministry), ale nie zyskał jego uznania i nie był dalej rozwijany.